# Crenichthys nevadae
Crenichthys nevadae är en fiskart som beskrevs av Hubbs 1932. Crenichthys nevadae ingår i släktet Crenichthys och familjen Goodeidae. IUCN kategoriserar arten globalt som sårbar. Inga underarter finns listade i Catalogue of Life.